# Aggertalhöhle
Die Aggertalhöhle ist eine Schauhöhle im Oberbergischen Kreis in Nordrhein-Westfalen, Deutschland. Sie liegt knapp einen Kilometer westlich des zu Engelskirchen gehörenden Ortsteils Ründeroth nahe der Straße Im Krümmel (Landesstraße 307), in einem Nebental des Flusses Agger, der ihr auch den heutigen Namen gegeben hat.

## Allgemeines
Die Aggertalhöhle liegt im 47 Hektar großen Naturschutzgebiet Altenberg im Walbachtal, zu dem neben ihr auch mehrere kleinere Höhlen gehören. Sie ist durch Auswaschungen des Gesteins entstanden und hat eine Länge von 1071 Metern, bei einem maximalen Höhenunterschied von 31 Metern. Durch den oberhalb der Höhle lagernden Tonschiefer gelangt nur wenig kohlensaures Wasser hinein, weshalb es in der Höhle nur an wenigen Stellen kleine Tropfsteine gibt. Versteinerungen, die dem Devon zugeschrieben werden, sind hingegen gut sichtbar.
In der Höhle herrscht ganzjährig eine Temperatur von 6 bis 8 Grad Celsius. Bei einer Führung ist eine Strecke von etwa 270 Metern mit einem Höhenunterschied von 10 Metern begehbar. Die Aggertalhöhle wird seit 1995 vom Arbeitskreis Kluterthöhle e. V. wissenschaftlich betreut und erforscht.

## Geschichte

### Entstehung und Besonderheiten
Geologisch ist die Entstehung der heutigen Aggertalhöhle der Periode des Mitteldevons zuzurechnen, als das Territorium des heutigen Bergischen Landes von Meereswasser überdeckt war. Dabei stellte der heute als Rheinisches Schiefergebirge bekannte Gebirgszug damals eine weitläufige Ansammlung von Meeresbodenerhebungen dar, die vielfach von Korallenriffen, Stromatoporen sowie Kalkpanzern von Meerestieren überdeckt war. Die Bildung und das Wachstum der Korallen wurden durch das damals in dieser Gegend vorherrschende feuchttropische Klima begünstigt. Durch das Eindringen des Meerwassers in die Falten dieser Erhebungen entstanden dort noch in der Devonperiode Hohlräume.

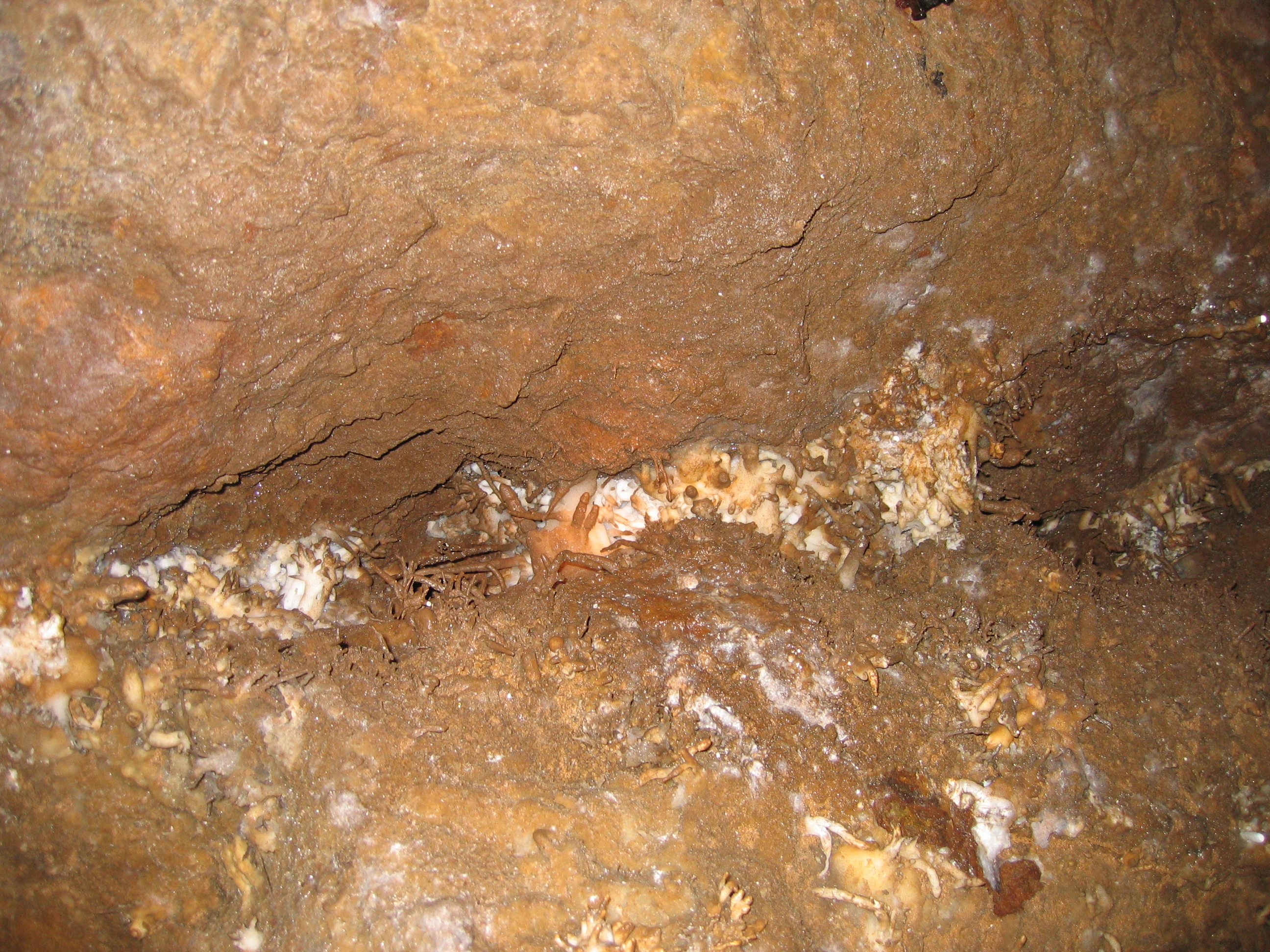
Die zahlreichen Aragonit-Ablagerungen in der Aggertalhöhle stellen bis heute sichtbare Überreste der einstigen Korallenbänke dar

Als gegen Ende des Devons bzw. zu Beginn des Karbons – somit vor rund 350 Millionen Jahren – die ehemaligen Teile des Meeresbodens durch Faltung und Hebung des Gebirges im Zuge der Variszischen Orogenese trockengelegt wurden, bildeten sich aus den im Wesentlichen aus Kalkstein bestehenden Korallen- und Fossilienresten sowie dem Schlamm und Geröll des vormaligen Meeresgrundes Felsenformationen aus Grauwacke. Im Laufe der Jahrmillionen versickerte Regenwasser, das durch Aufnahme des in der Luft enthaltenen Kohlenstoffdioxids kohlensäurehaltig wurde, in die Hohlräume dieser Gesteinsschichten und bildete darin durch Auswaschung des Kalks immer neue Hohlräume. Durch diesen Verkarstungsprozess entstand im Bereich des Rheinischen Schiefergebirges eine Vielzahl von Höhlen, darunter auch die Aggertalhöhle. Außerdem kam es durch das Aufstauen der Wassermassen in den Hohlräumen bis zu den Decken zu deren stellenweisen Auswaschung und Einsturz. Spuren dieser Prozesse befinden sich heute in mehreren Erdfällen oder Dolinen, welche die Höhlen des Rheinischen Schiefergebirges mit der Erdoberfläche verbinden.
Im Gegensatz zur nahe gelegenen Wiehler Tropfsteinhöhle verhindern Tonschieferschichten oberhalb der Aggertalhöhle im Wesentlichen das Eindringen kalkhaltigen Wassers in die Hohlräume. Das durchgesickerte Wasser hat ein relativ geringes Volumen und kann keinen Kalk aufnehmen, weil es nur kalkarme Bodenschichten durchfließt. Durch diesen Umstand ist die Anzahl der Tropfsteine in der Aggertalhöhle gering. Die Vielfalt an versteinerten Meeresfossilien, die in den Gesteinsschichten haften geblieben sind und Spuren der Erosion durch Wasser ist dadurch gut sichtbar. Eine Besonderheit unter den Fossilienresten der Aggertalhöhle stellen die dort zahlreich vorhandenen kleineren Aragonit-Kristallnadeln an den Wänden dar, die an vielen Stellen großflächige Bündel bilden. Bei ihnen handelt es sich um Reste von Korallen aus magnesiumhaltigem Kalk.

### Entdeckung und Erschließung
Der genaue Zeitpunkt der Entdeckung der Ründerother Höhle durch Menschen ist nicht überliefert. Nach einigen alten Berichten soll sie im Jahre 1773 erstmals betreten worden sein. Die möglicherweise früheste schriftliche Erwähnung der Höhle befindet sich in einer heute nur noch in Auszügen erhaltenen Akte des Oberbergamtes Bonn aus dem Jahr 1819. Dort ist von einer beim Bergbau entdeckten Feckelsberger Höhle die Rede. Da es in den Gebirgen des Oberbergischen Landes Eisenerzvorkommen gibt, war der Bergbau in dieser Region im 19. Jahrhundert recht verbreitet. Ob unter der Feckelsberger Höhle, für die die einige hundert Meter von der Aggertalhöhle entfernte Ortschaft Feckelsberg namensgebend gewesen sein muss, die heutige Aggertalhöhle gemeint war, ist angesichts der Vielzahl kleinerer Höhlen in ihrem näheren Umkreis nicht eindeutig feststellbar.
Bis Ende des 19. Jahrhunderts blieb die Höhle weitgehend unerforscht und wurde nur äußerst selten von Menschen betreten, vor allem weil der damals einzige, recht beschwerliche Zugang zu ihr eine tiefe Doline war. Erst im Jahre 1890 wurde nahe dieser Doline ein rund 30 Meter langer, horizontaler Zugangsstollen in die Höhle gebohrt. Da das Gebiet des Ortes Ründeroth zu jener Zeit dem Kölner Industriellen Theodor Guilleaume gehörte, wurde die Höhle damals als Guilleaume-Höhle bezeichnet.
Ausführliche Erforschungen der Aggertalhöhle begannen erst Anfang des 20. Jahrhunderts. 1910 zeichnete der führende Höhlenforscher Benno Wolf den ersten, noch recht einfachen Plan der Höhle. Ein erster Schauhöhlenbetrieb konnte Anfang der 1920er-Jahre aufgenommen werden, nachdem der Grundbesitz auf den Industriellen Otto Wolff übergegangen war. Dieser ließ den mittlerweile verfallenen Stollen von 1890 erneuern und veranstaltete seitdem in der Höhle gelegentlich Führungen und Festlichkeiten, wobei die Höhlenwege anfangs mit Pechfackeln beleuchtet wurden.

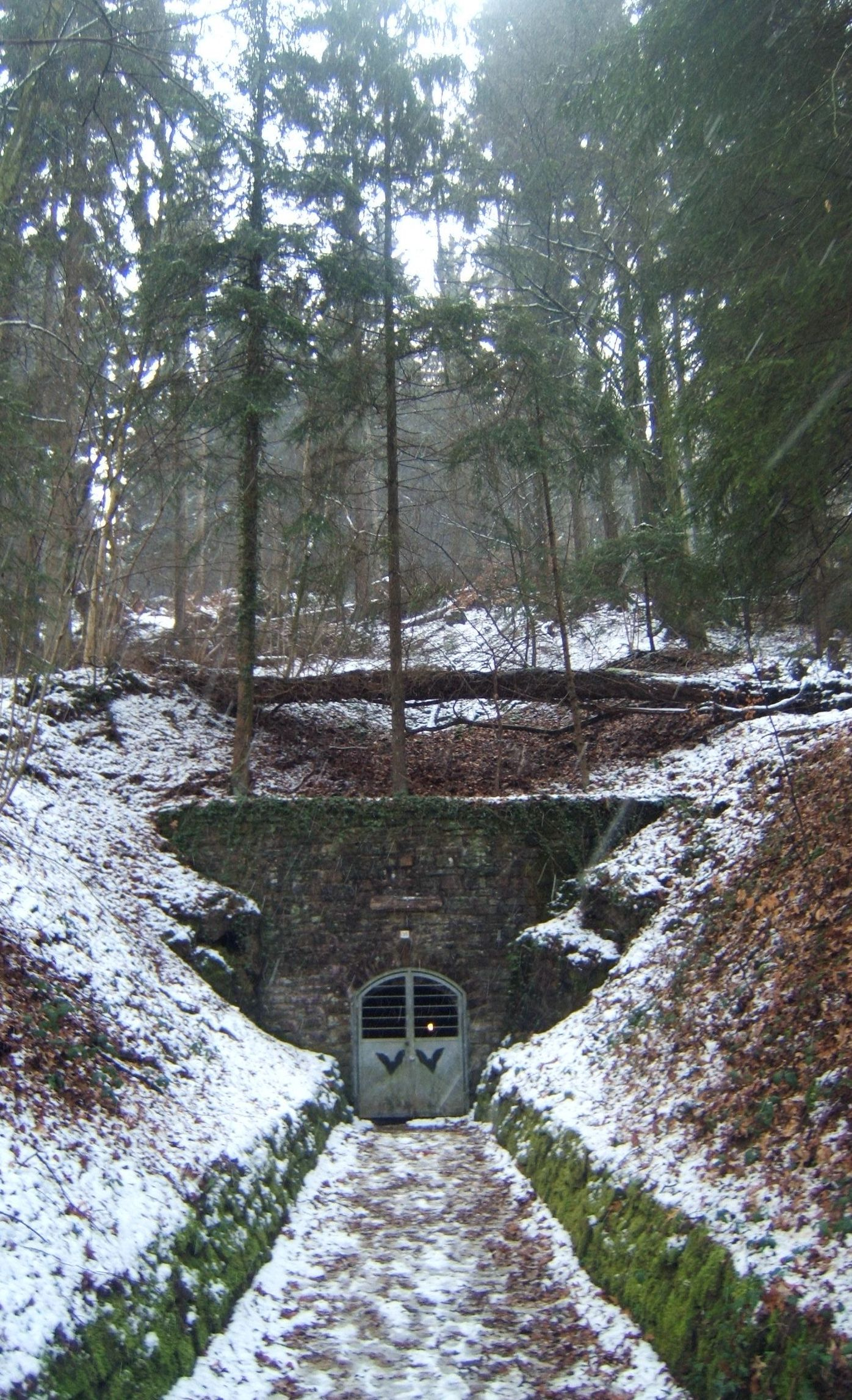
Höhleneingang

Von 1927 bis 1930 wurde die Höhle durch den Verschönerungsverein Ründeroth für einen regelmäßigen Besucherverkehr gründlich hergerichtet, nachdem der Grundbesitzer sie dem Verein pachtfrei für Führungen überlassen hatte. So wurden in dieser Zeit unter anderem der Zugangsstollen wiedererrichtet und auf dem gesamten Führungsweg elektrische Beleuchtung installiert. Die Umbau- und Aufräumarbeiten wurden größtenteils ehrenamtlich verrichtet, die notwendigen finanziellen Mittel konnte der Verein aus privaten Spenden aufbringen. Am 12. Oktober 1930 fand die feierliche Eröffnung der Schauhöhle statt. Seit dieser Zeit konnten dort regelmäßige öffentliche Führungen angeboten werden.
Auch wenn die Ründerother Höhle in den ersten Jahren nach dem Umbau ein beliebtes Forschungsobjekt von Wissenschaftlern aus weiten Teilen des Rheinlandes war, konnte sie hinsichtlich der Besucherzahl – diese betrug nur etwa 3000 Personen jährlich – nicht mit anderen bekannten Schauhöhlen des Bergischen Landes und des Sauerlandes mithalten. Dies änderte sich auch nicht wesentlich, als die Gemeinde Engelskirchen 1933 das Gelände in der Umgebung der Höhle aufkaufte und den Schauhöhlenbetrieb übernahm. Dieser musste im Jahr 1942 aufgrund der Ereignisse des Zweiten Weltkriegs unterbrochen werden. Im Frühjahr 1945 wurde die verlassene Höhle einige Wochen lang von der Ründerother Bevölkerung als Luftschutzkeller benutzt – in dieser Zeit hatten sich dort etwa 50 Personen für einen Daueraufenthalt eingerichtet.
Nach Kriegsende konnte der Schauhöhlenbetrieb zunächst noch nicht wieder aufgenommen werden, da der bis dahin nur mit Holzbalken gestützte Zugangsstollen unsicher geworden war. Erst im Sommer 1948 wurden die Gänge für Besucher wieder hergerichtet. Am 22. Juni 1950 erhielt die Höhle nach einem Gemeinderatsbeschluss ihren heutigen Namen, der die Lage der Höhle in einem Nebental der Agger zum Ausdruck bringen sollte. Zwei Jahre später wurde der Stollen mit Betonwänden versehen, die ihn bis heute stützen.
1958 bis 1960 führte der Geologe Hans-Werner Holz erste umfassende Untersuchungen der Aggertalhöhle durch und erstellte einen neuen Höhlenplan. Dieser wies für die Höhle eine Ganglänge von insgesamt 650 Metern aus. 1967 und 1981 fanden in Ründeroth Jahrestagungen des Verbands der deutschen Höhlen- und Karstforscher statt, bei denen die Erkundung der Aggertalhöhle im Mittelpunkt stand. Ein weiteres Ereignis in und um die Höhle waren im Oktober 1980 die Feierlichkeiten zu ihrem 50-jährigen Bestehen als Schauhöhle.
Die neuesten Untersuchungen der Höhle wurden Mitte der 1990er-Jahre durchgeführt: Nachdem im Jahr 1995 die Gemeinde Engelskirchen die wissenschaftliche Betreuung der Aggertalhöhle dem Arbeitskreis Kluterthöhle überlassen hatte, führte dieser bis 1996 unter anderem eine komplette Neuvermessung der Höhle durch. Dabei wurde eine Reihe bis dahin unentdeckter Wege ausfindig gemacht, wodurch sich die erkundete Gesamtlänge der Höhle auf 1071 Meter erhöhte. Auf der Grundlage dieser Neuvermessung gab der Verein, der neben der Aggertalhöhle auch die Kluterthöhle im südlichen Ruhrgebiet sowie die Wiehler Tropfsteinhöhle im Oberbergischen Kreis erforscht, 1997 einen neuen Höhlenplan heraus.

## Flora und Fauna

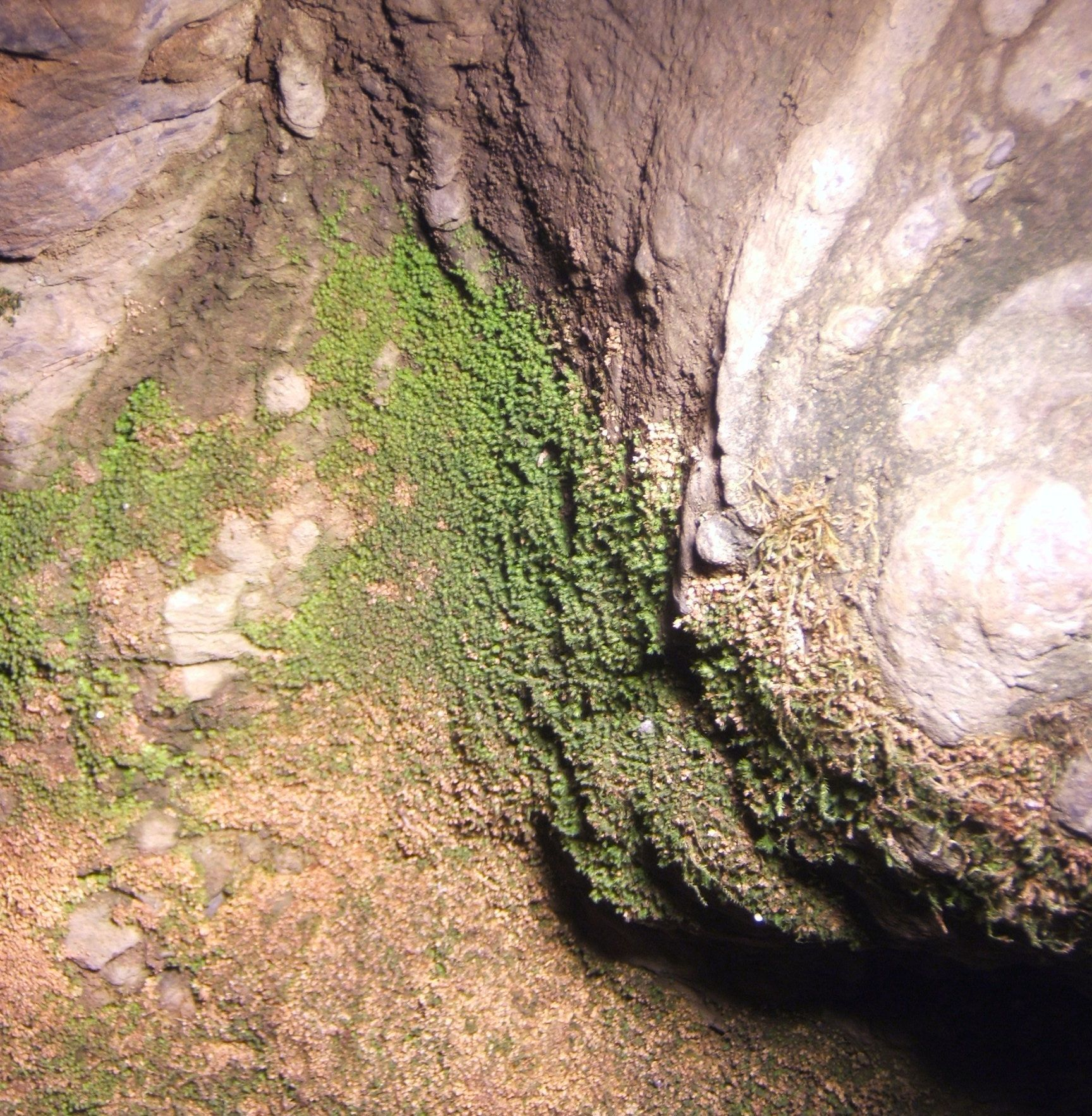
Höhlenvegetation

Bedingt dadurch, dass in der Aggertalhöhle eine annähernd konstante Lufttemperatur von etwa sechs bis acht Grad Celsius bei einer Luftfeuchtigkeit von über 80 Prozent herrscht und kein Tageslicht ins Innere der Höhle gelangt, sind nur wenige, an diese Bedingungen angepasste Lebewesen zu finden. Die Pflanzenwelt der Höhle beschränkt sich im Wesentlichen auf die sogenannte Lampenflora, die dort nur dank der elektrischen Beleuchtung gedeihen kann. Hierzu zählen einige Arten von Moosen, Algen und Farnen. Diese können auf den Führungswegen gut beobachtet werden, da sie gerade in der Nähe der künstlichen Lichtquellen einen grünen Belag an den Gesteinswänden bilden. Sporen dieser vergleichsweise anspruchslosen Gewächse gelangen meist mit dem Sickerwasser in die Höhle, werden aber auch durch die Besucher eingeschleppt. Außer der Lampenflora sind in der Aggertalhöhle Pilze anzutreffen, die an feuchten Wandstellen wachsen.

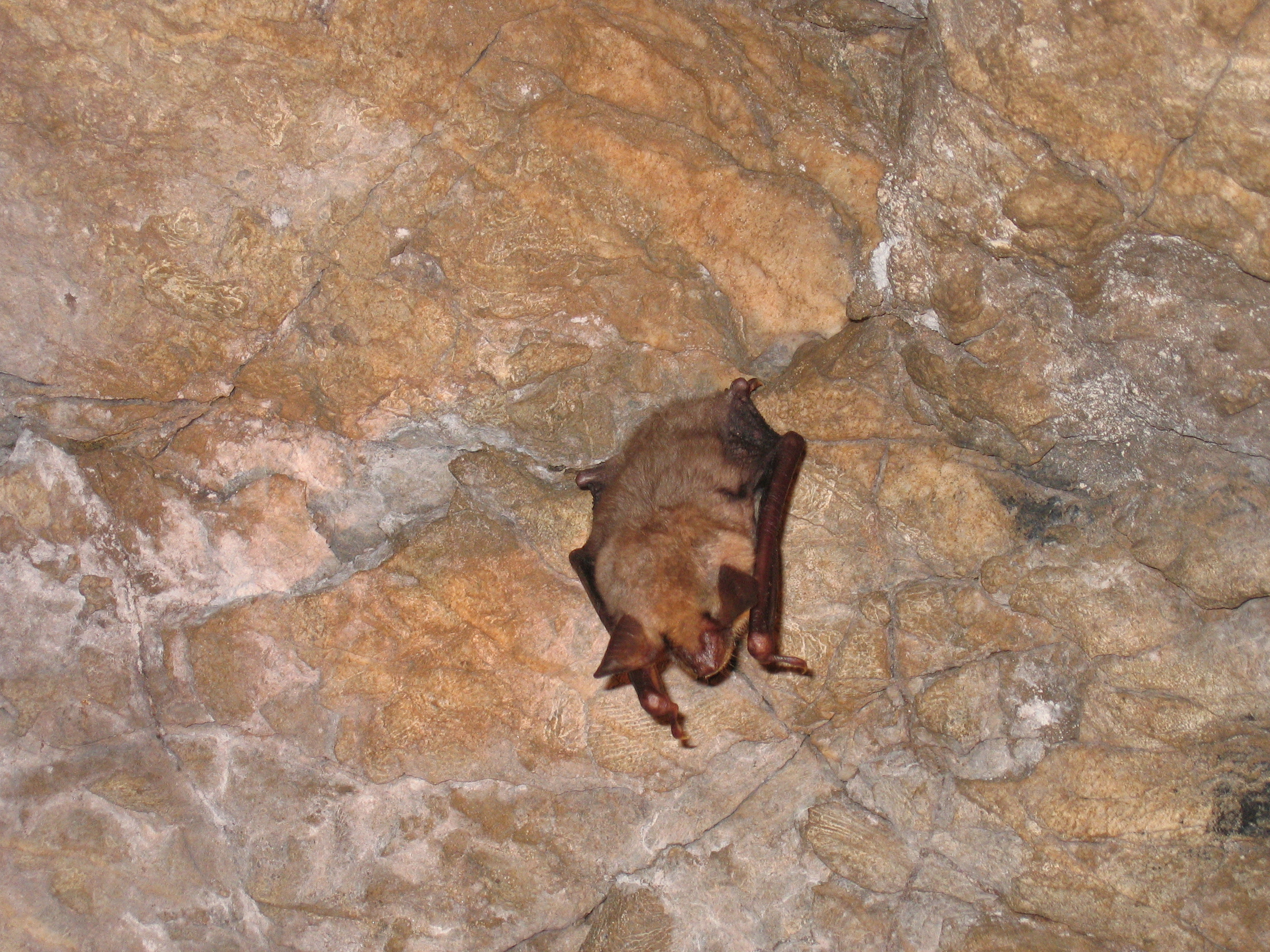
Ein Großes Mausohr (Myotis myotis) in der Aggertalhöhle

Die wichtigsten Tierarten der Aggertalhöhle sind die Fledermäuse, darunter das Große Mausohr, die Fransenfledermaus, die Wasserfledermaus und die Kleine Bartfledermaus. Vor allem zum Schutz der Fledermäuse, die die Höhle als Winterquartier nutzen, bleibt sie von November bis März für Besucher geschlossen. Außerhalb der Überwinterungszeiten sind Fledermäuse in der Aggertalhöhle jedoch ebenfalls sehr oft anzutreffen.
Einige weitere Tierarten konnte Franz Lengersdorf bereits in den 1920er-Jahren in der Aggertalhöhle nachweisen. Hierzu zählen bestimmte zweiflügelige Insekten, die sich von den Pilzen ernähren, darunter die Pilzmücke, in den Herbst- und Wintermonaten auch Stech- und Trauermücken. Letztere dienen den ebenfalls hier vorkommenden Höhlenspinnen als Nahrung. Die Wasserflächen, die sich bei höherem Grundwasserstand bilden, beleben Springschwänze sowie einige Krebstierchen, beispielsweise die Bachflohkrebse. 

## Sehenswertes
Vom Eingang aus gelangt der Besucher über den Zugangsstollen zunächst in den Vorraum der Höhle. Darüber befindet sich die Doline, die bis zur Anlage des Stollens den einzigen Zugang darstellte. Heute ist diese Öffnung von außen vergittert, auch von innen ist sie nur teilweise sichtbar.

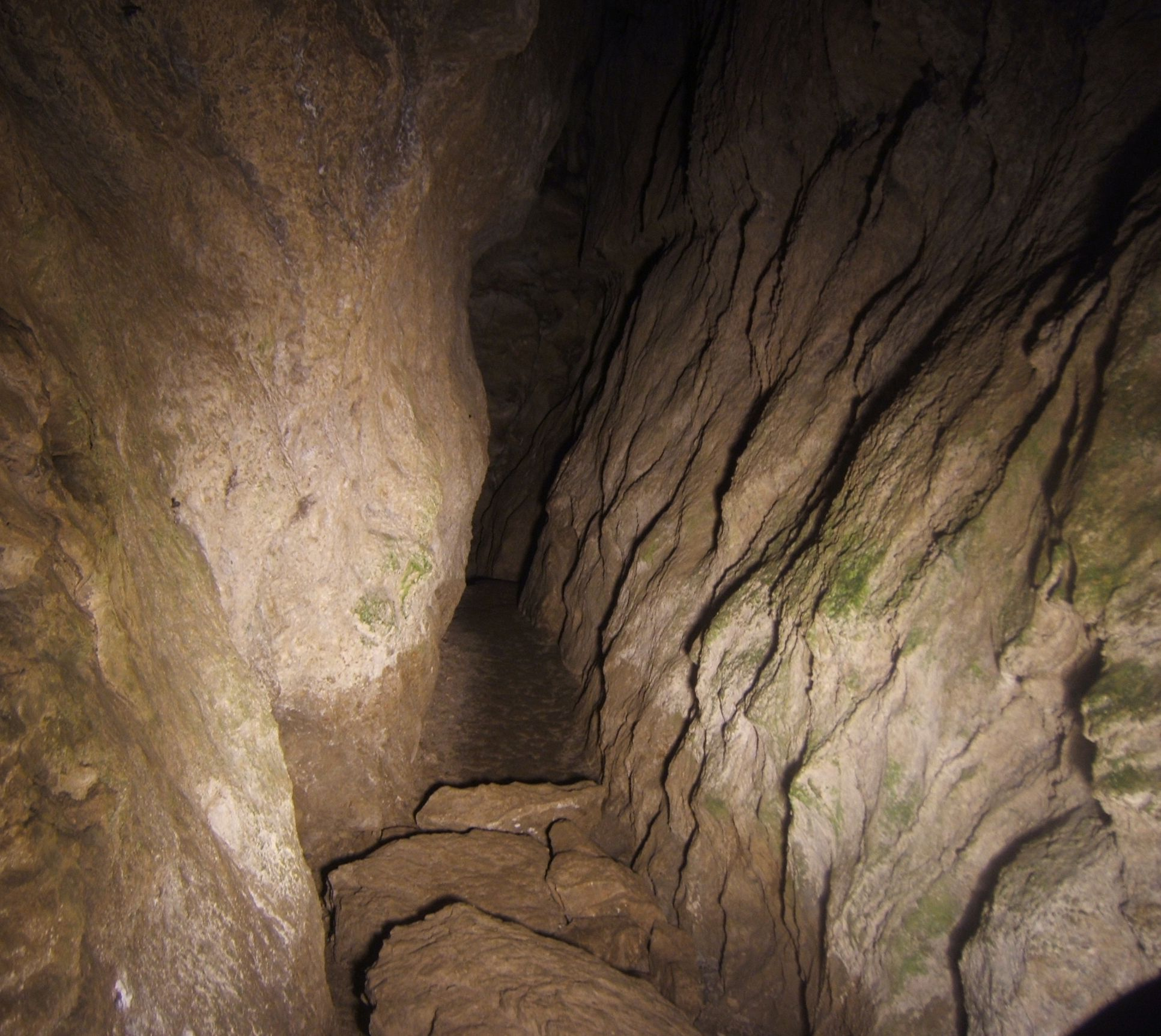
Die Partnachklamm

Der Standardführungsweg ist im Wesentlichen ein Rundweg mit zwei annähernd parallelen Gängen, dem Hauptgang und dem Korallengang. Vom Vorraum aus werden Besucher zunächst in den am südlichsten gelegenen Teil der Höhle geführt. Dort befindet sich der mit 18 Metern höchste Raum der Aggertalhöhle, der diese Eigenschaft dem teilweisen Einsturz der Deckenschichten durch Erosion verdankt. Dadurch wurden Tonschieferschichten freigelegt, die an der Decke zu sehen sind. Im südöstlichsten Raum der Höhle, dem sogenannten Wasserfass, fließt an einer Stelle ständig Sickerwasser von oben durch, das zum Verkarstungsprozess und somit zur Ausdehnung der Hohlräume beiträgt. Im südlichen Höhlenteil sind auch die wenigen im Führungsbereich der Aggertalhöhle vorhandenen Tropfsteine zu sehen. Ein weitaus größerer Bestand an Stalaktiten und Stalagmiten befindet sich in der sogenannten Schatzkammer, einem nördlichen Gang der Höhle, der allerdings nur sehr schwer zugänglich ist und daher im Rahmen einer normalen Führung nicht besichtigt werden kann.
Auf dem westlich des Vorraums verlaufenden Hauptgang sind Kalksteinschichten an den Wänden sichtbar. Sowohl hier als auch in mehreren anderen Räumen auf dem Führungsweg bilden sie durch Auswaschungen entstandene bizarre Formen, die bestimmte Assoziationen hervorrufen können. So sind in der Aggertalhöhle mit etwas Fantasie unter anderem ein Berggeist, ein Drachenkopf, ein Elefantenfuß, ein Adler, eine Haiflosse und auch ein Alter Fritz zu erkennen.

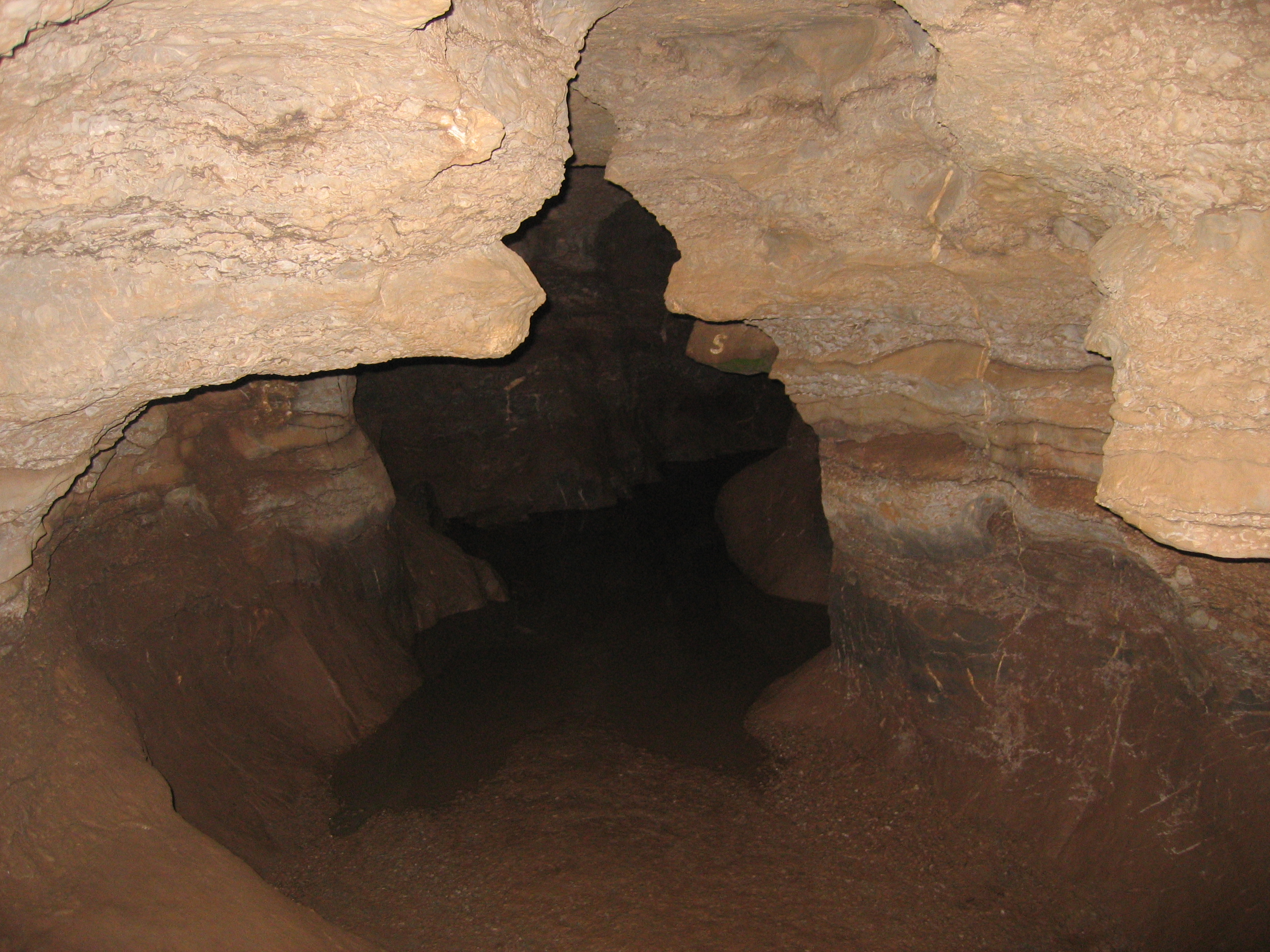
Der im Frühjahr noch teilweise überflutete Korallengang

In Richtung Norden geht der Hauptgang in einen schmaleren Gang über, der als Partnachklamm bezeichnet wird, da seine beiden Wände etwas an die Bergwelt erinnern und der kluftartige Gang bei oberflächlicher Betrachtung Ähnlichkeiten mit der Partnachklamm bei Garmisch-Partenkirchen aufweist. Im nordwestlichsten Eckpunkt des Führungsweges befindet sich der als Kapelle bezeichnete Raum. Dieser Name beruht sowohl auf der kuppelartigen Decke des Raumes als auch auf der besonders guten Akustik in diesem volumenmäßig größten Raum der Aggertalhöhle. Aus diesem Grund wird die Kapelle gelegentlich auch für musikalische Veranstaltungen genutzt.
Unweit davon verläuft parallel zum Nord-Süd-Gang der schmalste Teil des Führungsweges, der den Namen Pastorengang trägt und stellenweise nur eine Breite von rund 30 Zentimetern aufweist. Der Name entstammt einem tatsächlichen Ereignis: Als im Jahre 1890 erstmals der Eingangsstollen verlegt wurde, befreiten die Arbeiter die Höhle von Lehm und Geröll. Dabei entdeckten sie zufällig einen kleinen Gang. Diese Nachricht sprach sich in der Umgebung der Höhle sofort herum. Als ein Pastor, der sich dort gerade zu Besuch aufhielt, von der Entdeckung Kenntnis erhielt, wurde er neugierig und beschloss, die Höhle zu besuchen. Da er jedoch recht wohlgenährt war, blieb er in diesem neu entdeckten Gang hoffnungslos stecken. Erst nach vielen Anstrengungen konnten die Arbeiter den Geistlichen befreien. Seitdem hat sich für diese Stelle der Name Pastorengang eingebürgert. Dieser Teil der Höhle ist heutzutage ein fester Bestandteil jeder Führung.
Vom Pastorengang zurück in den Vorraum und Richtung Ausgang führt der sogenannte Korallengang. Aufgrund seiner vergleichsweise tiefen Lage ist er in den Wintermonaten, wenn der Grundwasserstand in der Höhle am höchsten ist, meist bis zur Decke überflutet. Seinen Namen hat der Korallengang einer besonderen Vielfalt der erhaltenen Korallenreste zu verdanken, da die Gesteinsschichten in diesem Bereich eine annähernd horizontale Form aufweisen und daher besonders gut einzeln zu erkennen sind. Die Basis dieser Schichten bildet ein etwa drei Meter dickes Riff aus Korallen, Tabulata und Stromatoporen, das nach oben hin von Kalksteinschichten überlagert wird, in denen versteinerte Reste von Muscheln und Brachiopoden zu erkennen sind.

## Belege